# Berta Kröger
Berta Maria Sophie Kröger (geborene Bischoff; * 24. September 1891 in Harburg; † 14. Januar 1962 in Hamburg) war eine deutsche Politikerin der SPD. Sie gehörte bis 1933 dem preußischen Landtag und nach 1945 der Hamburgischen Bürgerschaft an.

## Leben
Berta Kröger nahm nach dem Besuch der Volksschule zunächst eine Stelle als Hausangestellte an. Im Jahr 1912 trat sie in die SPD ein. Für die Sozialdemokraten saß die engagierte und couragierte Politikerin von 1919 bis 1927 im Stadtrat von Wilhelmsburg und außerdem von 1919 bis 1921 im Harburger Kreistag. Von 1921 bis 1933 war Kröger Mitglied im preußischen Landtag, Wahlkreis Hannover-Ost. Dort konzentrierte sie sich auf die Arbeit im Rechtsausschuss und auf die Beratung sozialpolitischer Fragen. Während der Zeit des Nationalsozialismus war Kröger gezwungen, ihr Engagement als SPD Politikerin aufzugeben. Um ihren Lebensunterhalt zu verdienen, eröffnete sie in Wilhelmsburg als Einzelhändlerin ein Brotgeschäft. Diesen Laden führte sie auch nach dem Zweiten Weltkrieg weiter, als sie schon längst wieder in die Politik eingestiegen war.
Die Liste der Ämter, die Kröger nach dem Zweiten Weltkrieg übernahm, ist lang. Sie wurde Mitglied des Vorstandes des SPD-Bezirks Hamburg Nord-West. Für die Belange der Frauen setzte sie sich als Mitglied des Bezirksfrauenausschusses Hamburg ein. Weiter arbeitete sie als zweite Vorsitzende der Hamburger Arbeiterwohlfahrt und zudem als Kuratoriumsmitglied des Wilhelmsburger Krankenhauses.
Außerdem saß Kröger ab Oktober 1946 in der Hamburgischen Bürgerschaft, in der sie bis zu ihrem Tod im Januar 1962 aktiv blieb. Ihre politischen Schwerpunkte waren Gefängnisfragen und das Thema Wiedergutmachung. 1957 wurde die Sozialdemokratin Mitglied des Präsidiums der Hamburger Bürgerschaft, seit 1952 war sie Mitglied des Bürgerausschusses. Darüber hinaus war sie 14 Jahre lang als Deputierte der Gefängnisbehörde tätig. Innerhalb der Partei war sie Mitglied im Vorstand des SPD-Bezirkes Hamburg-Nord-West.
Sie war verheiratet und Mutter eines Kindes. 20 Jahre nach ihrem Tod wurde in Wilhelmsburg, nahe der S-Bahn gelegen, ein kleiner Platz nach ihr benannt, der Berta-Kröger-Platz.